# Chuvashkino
Chuvashkino (en russe : Чувашкино) est une compagnie cinématographique soviétique et tchouvache engagée dans la fabrication, l'achat, le stockage et la location de films et de documentaires.

## Historique
Chuvashkino est fondée le 22 juin 1926 à Tcheboksary par le réalisateur, scénariste, acteur, artiste émérite de la fédération de Russie, artiste du peuple de la République de Tchouvachie, Joachim Maximov Koshkinskiy (ru).
Au cours de son existence, les studios Chuvashkino ont tourné six longs métrages et des dizaines de films documentaires. Le premier long métrage qui y fut réalisé est Les Rebelles de la Volga de Paul Petrov-Bytov, filmé en 1926.
Les studios devinrent par après une institution d'État.